# César Barros Hurtado
César Jorge Barros Hurtado (Tres Arroyos, 30 de agosto de 1909-desconocido, marzo de 1985) fue un abogado argentino que se desempeñó como embajador en Estados Unidos, en la Organización de los Estados Americanos y en la Unión Soviética durante la presidencia de Arturo Frondizi.

## Biografía

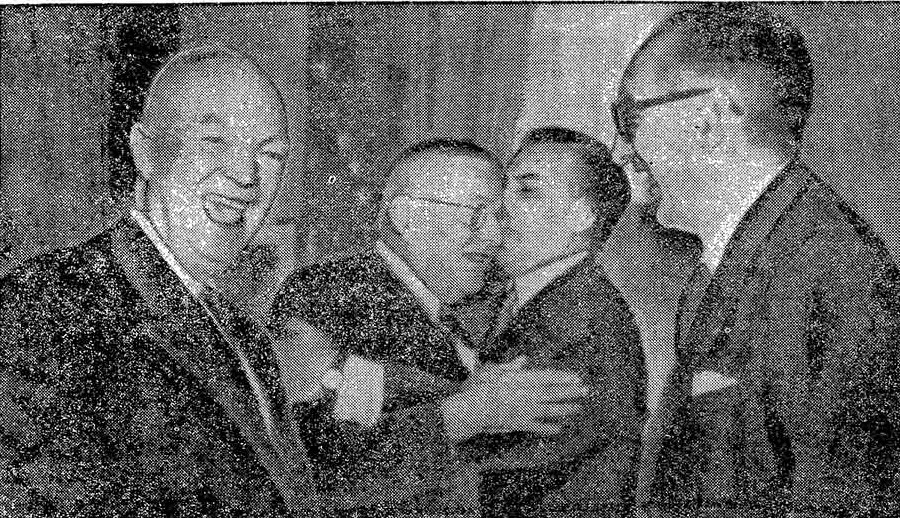
Barros Hurtado abraza y le habla al oído al Secretario de Estado de los Estados Unidos John Foster Dulles ante las risas de los presidentes Eisenhower y Frondizi durante una visita oficial del mandatario argentino en la Casa Blanca (1959).

Nacido en Tres Arroyos (provincia de Buenos Aires) en 1909, estudió abogacía en la Facultad de Ciencias Jurídicas y Sociales de la Universidad Nacional de La Plata (UNLP).
En 1946 fue candidato a diputado nacional por la Unión Cívica Radical. En 1948 Guatemala lo condecoró con la Orden del Quetzal en grado Gran Oficial.
Amigo personal de Arturo Frondizi, cuando este asumió como presidente lo designó embajador en Estados Unidos. Presentó sus cartas credenciales ante el presidente Dwight D. Eisenhower el 23 de junio de 1958. En simultáneo se desempeñó como representante permanente de Argentina ante la Organización de los Estados Americanos (OEA).
Luego fue designado embajador en la Unión Soviética, presentando sus cartas credenciales en agosto de 1961 al presidente del Consejo de Ministros Nikita Jrushchov. Renunció días antes del golpe de Estado del 29 de marzo de 1962.
En sus últimos tiempos se desempeñaba como representante de la Facultad de Ciencias Jurídicas y Sociales de la UNLP en universidades estadounidenses. Falleció en marzo de 1985.
En cuanto a su vida personal, estuvo casado con la modelo Norma Sebré.

## Obra
- Hacia una democracia orgánica: contribución al estudio de una ley reglamentaria de las actividades de los partidos. Editorial Impulso (1943).[13]
- El hombre ante el Derecho internacional. Editorial El Ateneo (1949).[14]
- Crisis de la sociedad contemporánea. La vida de Juan Beltrán. Editorial Crislar (1957).[15]